# Сангушко
Сангу́шко (пол. Sanguszko) — литовско-русский волынский княжеский род из числа Гедиминовичей.
В XVI веке Сангушками основан на собственных владениях город Ковель, также они владели рядом удельных княжеств (Ковельским, Кошерским), Камнем-Каширским, Любомлем, Несухоижем и иными вотчинами.
К середине XVIII века род скопил в своих руках громадные земельные владения, включая острожскую ординацию.
В XIX—XX веках главными центрами владений Сангушко служили Славута и Изяслав на Волыни. За немногими исключениями, представители рода предпочитали проводить время в своих волынских поместьях и не играли большой роли в судьбах польско-литовского государства.
После раздела Польши, князья Сангушко были признаны в княжеском достоинстве Российской империи и в австрийской Галиции, где этот род продолжался и после того, как угасла (1881) российская ветвь рода.
Высочайше утверждённым (20 ноября 1906) положением 1-го департамента Государственного совета, бывшим австрийским, ныне русским подданным, вдове Констанции-Анне-Марии Станиславовой Сангушко и её малолетнему сыну Роману-Владиславу-Станиславу-Антону Сангушко дозволено пользоваться в России княжеским титулом, принадлежащим роду Сангушко.

## Происхождение и история рода
О происхождении рода Сангушко в генеалогической литературе сложилось несколько мнений:
1. Родоначальник Любарт Гедиминович, князь Волынский († 1386). Внук его, князь Дмитрий Фёдорович († 1449) принял титул герцога Сангушко. Его внук герцог Андрей Александрович, родоначальник старшей ветви герцогов Сангушко-Локачи-и-Несукое, угасшей после смерти герцога Фёдора Романовича († 1591). Второй сын герцога Александра Дмитриевича, герцог Михаил Александрович родоначальник ветви Сангушко-Каширских, которая пресеклась в лице герцога, киевского каштеляна Адама-Александра (1653). Младшая ветвь рода, герцогов Сангушко-Ковельских существует поныне и происходит от герцога Михаила Дмитриевича († 1430)[3][4].
2. Фёдор Ольгердович, сын которого князь Сангушко Федькович (Фёдорович), упоминаемый вместе с братьями — князем Романом, родоначальником угасшего рода князей Кобринских и князем Гуркой Фёдоровичем[1].

У Сангушко Фёдоровича были сыновья Василий, Иван, Александр и Михаил. Иван Сангушкович получил (1452) от великого князя литовского Казимира IV Ягеллончика имение Сады, которое во время переписи литовского войска (1565), было родовым имением Садовских.
Сами представители рода колебались между этими версиями, с XVII века называя себя то Любартовичами-Сангушко, то Ольгердовичами-Сангушко.
Всего правдоподобнее мнение Ю. Вольфа, который производит Сангушко от князя Федьковича (Фёдоровича), в середине XV века владевшего сёлами Ратно и Ковель. Очевидно, его имя Сангуш — редкое уменьшительное от «Александр» (либо «Семён, Сенько»).
Сыновья его Александр († около 1491) и Михаил († около 1511) были родоначальниками двух линий этой фамилии:
1. Коширско-Несухоижская, владевшая Коширской волостью — мужская линия угасла в 1653, а по женской линии потомки здравствуют и ныне в Киеве.
2. Ковельская, ныне представлена одним князем Сангушко (г/р 1973), проживающим в Сан-Паулу.

Род князей Сангушко был сравнительно немногочисленным и благодаря бракам унаследовал владения князей Заславских и Острожских, но лишь немногие представители рода занимали высокие должности в Речи Посполитой, предпочитая проводить время в своих волынских поместьях.
Иероним Павлович (1743—1812) староста черкасский и мечник литовский, впоследствии воевода Волынский поступил на русскую службу (1793), получил чин генерал-поручика. Евстахий-Эразм Иеронимович (1768—1844), генерал войск коронных (с 1792), вместе с отцом и дядей приняты (1793) на русскую службу с чином бригадира и назначен командиром Кинбургского драгунского полка, пожалован поместьями, перешёл на службу к Наполеону I и участвовал в кампании (1812) сражаясь в рядах французской армии против русских войск. За это, его имения были отобраны в казну, но впоследствии прощён императором Александром I и получил все поместья обратно.

## Описание гербов

#### Герб. Часть XII. № 6.
Герб князей Сангушек: щит четверочастный, в первой и четвёртой частях, герб Литовский: в красном поле на серебряном коне, покрытом красным трёхконечным с золотою каймою ковром, скачущий всадник в серебряном вооружении, с поднятым мечом и с щитом, на коем шестиконечный красный крест. Во второй и третьей частях, в красном же поле, серебряный знак (столбы Гедимина).
Щит увенчан двумя серебряными, с золотыми украшениями, коронованными шлемами. Нашлемники: первый серебряная восьмиконечная доска, по концам украшенная восемью павлиньими перьями, на ней восьмиконечный красный крест; второй — серебряные стибцы. Намёт: красный с серебром. Герб украшен красной подбитой горностаем мантией с золотыми кистями и бахромой и увенчан княжеской короной.

#### Гербовник В. А. Дурасова
Герб князей и герцогов Сангушек — это герб великого княжества Литовского (герб Погоня): в красном поле скачущий на белом коне рыцарь в серебряных латах, держащий в левой руке серебряный щит, на котором восьмиконечный красный крест, а в правой поднятой руке меч. Щит покрыт княжеской мантией и российской княжеской шапкой.

## Известные представители
- Сангушко Фёдорович (? — 1455), князь луцкий (1431—1433), князь ратненский и каширский (1433—1455).
- Александр Сангушкович (ум. после 1491), князь Каширский (до 1475 — после 1491), староста владимирский (около 1460—1480), наместник кременецкий (1484—1490). Родоначальник каширской линии княжеского рода Сангушек.
- Михаил Сангушкович (Сангушко) († после 1511), князь Ковельский (после 1455 — после 1511). Записан в Супральском именнике (зап. 65). Крестильное имя — Филипп, монашеское Сильвестр (Холмский именник). Родоначальник ковельской линии князей Сангушек.
- Андрей Александрович Сангушко (ум. 1534) — князь Каширский, наместник Кременецкий (1498—1502), Брацлавский и Винницкий (1500—1501), староста Владимирский (1508—1531), маршалок Волынской земли (1522—1534). Второй сын князя Александра Сангушковича. Был похоронен в церкви Богородицы в Киево-Печерской лавре.
- Елена Андреевна Сангушко (1490—1561) — княжна из рода Сангушко (Каширская ветвь) и князей Острожских. Дочь князя Андрея Александровича Сангушко (ум. 1534) и княжны Ксении-Марии Ивановны Острожской (1458 г.р.) Вторым мужем княжны был Станислав Скоп (Скопов) из княжеской династии Довспрунгов — королевский секретарь, Скертсомонский и Tendziagilski державца (земля в Самогитии, Таурегский уезд) в 1527—1529 гг. Потомки их здравствуют в Киеве и ныне.
- Фёдор Андреевич Сангушко († 1547), староста владимирский (1531—1547), брацлавский и винницкий (1544—1547), маршалок Волынской земли (1535—1547). Меценат православных храмов в Берестье, Лодимире (Владимир-Волынский), Вильно, Луцке и в Киеве, основатель церкви св. Николая в Милецком монастыре, покровитель Выдубицкого в Киеве и Зимненского монастырей, похоронен в Киево-Печерской лавре. Жена — Анна из рода Бранковичей.
- Роман Фёдорович Сангушко (1537—1571), староста житомирский (1557), воевода брацлавский и староста винницкий (с 1566), гетман польный литовский (с 1567), державца речицкий; известен подвигами в войнах против турок и татар и в Ливонской войне (1558—1583) за Инфлянты; противник литовско-польской унии.
- Василий Михайлович Сангушко (? — 1558), державца свислочский, получил (1543) от королевы Боны Сфорца имения в Белоруссии в обмен на Ковель.
- Александр Андреевич Сангушко (? — 1565), гомельский староста (с 1535), маршалок господарский (с 1553).
- Симеон (Шимон) Самуил Сангушко (? — 1638), маршалок оршанский (1620), каштелян мстиславский и витебский (1621), воевода витебский (1626), староста суражский. Писался Сангушко-Любартович-Ковель. Из православия перешёл в католичество. От него происходят князья Сангушко-Любартовичи, потомки которых есть и ныне. Жёны: Анна Завиши; Гелена Корвин-Гонсевска. Написал генеалогию рода Сангушки, которой пользовался Несецкий.
- Иероним Владислав Сангушко (? — 1657), сын Симеона Самуила, прелат виленского капитула, помощник епископа виленского Абрагама Войки (с 1643), правил капитулом, консисторией и всем диоцезом. Получил титул епископа метонского, суффрагана виленской епархии, впоследствии назначен епископом смоленским; им построен иезуитский коллегиум в Минске[7].
- Адам Александр Сангушко (? — 1653), каштелян киевский (с 1618), воевода подольский (с 1621), волынский (1629—1653), староста владимирский. Последний в мужской коширской линии рода (от Михала и Анны Копач).
- Януш Александр Сангушко (1712—1775), мечник великий литовский (с 1735), маршалок надворный литовский (1750—1760), последний ординат Острожский (1750—1753). Жена — Констанция Донхофф.
- Иероним Януш Сангушко (1743—1812), староста черкасский и мечник великий литовский, впоследствии последний воевода волынский. Жена — Изабелла-Мария Любомирская.
- Евстафий Иеронимович Сангушко (1768—1844) — польский, французский и русский военный деятель. Генерал польских войск (1792), с 1812 года в войске Наполеона. Автор воспоминаний, изданных в Кракове (1876). Жена — Клементина Чарторыйская (1780—1852). Дети: Мария, Иосиф, Текла, Доротея.
- Роман Евстафьевич Сангушко (1800—1881), сын Евстафия Иеронимовича Сангушко. Жена — графиня Наталья Потоцкая, дочь Александра Станислава Потоцкого (1778—1845) и Анны Тышкевич (1776—1867), — в неё был влюблен декабрист М. С. Лунин. Наталья умерла через четыре дня после родов. Корнет Кавалергардского полка. Участвовал в польском восстании (1830—1831). Арестованный властями, объяснил своё участие в восстании «по любви к родине», чтобы содействовать её возрождению. Лишен дворянства и всех прав состояния, отправлен в Сибирь, причем весь путь должен был пройти пешком в кандалах (маленькая дочь осталась у его родителей), после ссылки, переведен на службу в Тенгинский пехотный полк в Грузию (1834).
- Мария Сангушко (1830—1903), дочь Романа Сангушко, замужем (1859?) за Альфредом Потоцким.
- Евстахий Станислав Сангушко (1842—1903), маршалок Краевого Сейма в Галиции (1890—1895).

|                                                  |  |                                                 |  |                           |  |
| Дворец Сангушко в Любартуве (арх. Паоло Фонтана) |  | Дворец Сангушко в Изяславе (арх. Паоло Фонтана) |  | Дворец Сангушко в Славуте |  |

## Память
В память о князьях Сангушко:
- в Славуте выпускается пиво «Князь Сангушко»
- в Славуте имеется улица Князей Сангушко.